# Kloften
Kloften är ett naturreservat i Eda kommun i Värmlands län.
Området är naturskyddat sedan 2009 och är 95 hektar stort. Reservatet omfattar toppen av berget Kloften, myrpartier nedanför och lövskog på den branta västsidan av berget. 